# Liste der Weltmeister im Rudern
Die Liste der Weltmeister im Rudern bietet einen Überblick über sämtliche Medaillengewinner in den Wettbewerben der Ruder-Weltmeisterschaften. Aufgrund der umfangreichen Datenmenge erfolgt eine Unterteilung in fünf Teillisten.
- Unter „Medaillengewinner“ sind sämtliche männlichen Medaillengewinner seit 1962 aufgeführt.
- Unter „Medaillengewinnerinnen“ sind sämtliche weiblichen Medaillengewinner seit 1974 aufgeführt.
- Unter „Medaillengewinner und -gewinnerinnen im Pararudern“ sind sämtliche Medaillengewinner seit 2002 aufgeführt.
- Die Liste „Die erfolgreichsten Teilnehmer“ führt sämtliche Athleten auf, die mindestens fünf Goldmedaillen gewonnen haben.
- Die Liste „Nationenwertung“ enthält einen Medaillenspiegel, aufgeschlüsselt nach der Gesamtzahl der gewonnenen Medaillen.